# Turnês de Claudia Leitte

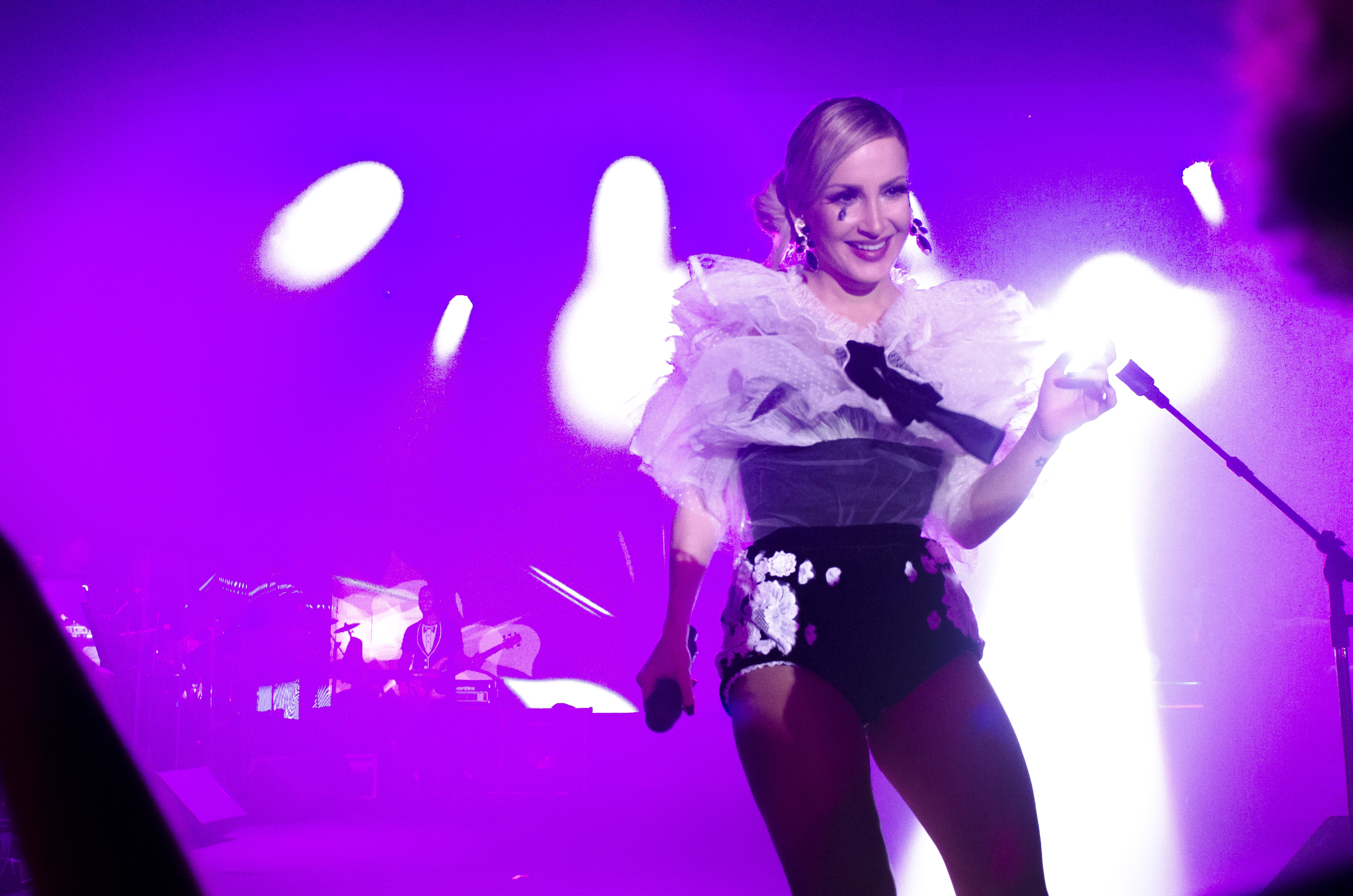
Claudia Leitte durante concerto

A cantora brasileira Claudia Leitte embarcou em onze turnês, sendo duas delas especiais. A sua primeira turnê, "Exttravasa Tour" deu início em 2008 e prolongou-se até o início de 2009. Em 2009, Claudia lançou duas turnês, "Beija Eu Tour" e "Sette Tour", essa última prolongou até janeiro de 2010. Em 2010 foi lançada as turnês "O Samba Tour" e "Rhytmos Tour". De 2011 a 2012, Claudia apresentou a "Claudia Leitte Tour", parando a turnê devido a sua gravidez. Em 2011 foi apresentada a turnê especial "UFCL Tour", turnê que passou somente por festivais e mais tarde foi mesclada com a "Claudia Leitte Tour". Após o nascimento de seu segundo filho, Claudia voltou aos palcos com a "Sambah Tour", que durou de 2012 a 2013. Em 2014, Claudia Leitte iniciou a "Axemusic Tour", turnê feita para promover o álbum "Axemusic - Ao Vivo". Ainda em 2014, Claudia iniciou a "Sette2 Tour", para promover o extended play "Sette".

## Lista de turnês

### Oficiais
| Título              | Duração                                        | Álbum base                               | Número de apresentações | Ref.         |
| ------------------- | ---------------------------------------------- | ---------------------------------------- | ----------------------- | ------------ |
| Exttravasa Tour     | 4 de julho de 2008 – 27 de fevereiro de 2009   | Ao Vivo em Copacabana                    | 82                      | [ 1 ]        |
| Beija Eu Tour       | 15 de março de 2009 – 26 de junho de 2009      | Ao Vivo em Copacabana                    | 19                      | [ 2 ]        |
| Sette Tour          | 2 de julho de 2009 – 22 de janeiro de 2010     | —                                        | 72                      | [ 3 ]        |
| O Samba Tour        | 23 de janeiro de 2010 – 1 de julho de 2010     | —                                        | 38                      | [ 4 ]        |
| Rhytmos Tour        | 3 de julho de 2010 – 30 de dezembro de 2010    | As Máscaras                              | 53                      | [ 5 ]        |
| Claudia Leitte Tour | 1 de janeiro de 2011 – 26 de julho de 2012     | As Máscaras                              | 132                     | [ 6 ]        |
| Sambah Tour         | 13 de outubro de 2012 – 30 de dezembro de 2013 | Negalora: Íntimo                         | 92                      | [ 8 ]        |
| Axemusic Tour       | 1 de janeiro de 2014 – 3 de agosto de 2014     | Axemusic - Ao Vivo                       | 50                      | [ 9 ] [ 10 ] |
| Sette2 Tour         | 17 de outubro de 2014 – 1 de maio de 2016      | Sette                                    | 77                      | [ 11 ]       |
| Corazón Tour        | 7 de maio de 2016 – 25 de julho de 2017        | Corazón EP                               | 49                      | [ 12 ]       |
| Claudia 10 Tour     | 5 de agosto de 2017 – 26 de maio de 2018       | Comemoração aos 10 anos de carreira solo | 36                      | [ 13 ]       |
| My Carnaval Tour    | 1 de junho de 2018 – 31 de maio de 2019        | —                                        | 42                      | [ 14 ]       |
| Bandera Tour        | 26 de outubro de 2019                          | Bandera Move                             |                         | [ 15 ]       |
| CLBRA Tour          |                                                | Realverso                                |                         | [ 16 ]       |
| Origem Tour         | 17 de junho de 2023 - 30 de julho de 2023      | —                                        | 11                      | [ 17 ]       |
| Intemporal          | 27 de setembro de 2025 - 14 de março de 2026   | —                                        | 6                       | [ 18 ]       |

### Promocionais
| Título               | Duração                                       | Álbum(ns) e/ou single(s) associado(s) | Número de apresentações      | Ref.         |
| -------------------- | --------------------------------------------- | ------------------------------------- | ---------------------------- | ------------ |
| UFCL Tour            | Parte da Claudia Leitte Tour                  | Parte da Claudia Leitte Tour          | Parte da Claudia Leitte Tour | [ 7 ] [ 19 ] |
| Barzin da Negalora   | 25 de novembro de 2013 – 2 de janeiro de 2016 | Negalora: Íntimo                      | 6                            | [ 20 ]       |
| Prainha da Claudinha | 29 de outubro de 2017 – presente              | —                                     | 8                            | [ 21 ]       |

## Apresentações especiais
| Ano  | Título               | Duração             | Cidade        | Estado  | Número de performances |
| ---- | -------------------- | ------------------- | ------------- | ------- | ---------------------- |
| 2013 | Luau Largadinho      | 30 de março de 2013 | Praia do Saco | Sergipe | 1                      |
| 2013 | Balada do Largadinho | 30 de abril de 2013 | Fortaleza     | Ceará   | 1                      |
| 2013 | Forró Largadinho     | 23 de junho de 2013 | Piritiba      | Bahia   | 1                      |